# Bolciszki
Bolciszki (biał. Больцішкі, ros. Больтишки) – wieś w rejonie werenowskim obwodu grodzieńskiego Białorusi, centrum administracyjne sielsowietu bolciskiego. 
Niegdyś wieś należała do dóbr Wołdaciszki.